# ラジオ快晴GO!GO!のマキ
ラジオ快晴GO!GO!のマキ（ラジオかいせいごごのマキ）は、秋田放送（ABSラジオ）で制作・放送されていた生放送のラジオ番組（ローカル番組）である。通称は「ゴゴマキ」。パーソナリティーは工藤牧子。
番組終了時（2020年3月）の放送時間は毎週土曜 14:00 - 16:20（途中、14:55と15:55は「さきがけニュース」放送のため5分間中断）。

## 番組内容
1999年4月放送開始。放送時間を何度か変えながら、2020年3月まで21年間放送された。
週ごとにメッセージテーマを設け、それについて聴取者からファックス、メールなどをもらって紹介、トークを繰り広げる。曲のリクエストも同時に受け付けている。幅広い年齢層に人気がある番組である。
先週読めなかったメールなどは（テーマが変わっていても）次週に紹介することが多く、聴取者を大切にしているという点も人気番組の要因だと思われる。
工藤が面白い発言をすると、番組スタッフからはっきりと聞こえるほどの笑いが飛んでくる。
毎回ファックス・メールを送ったリスナーからテーマ大賞を1名選び、ノベルティの楢岡焼がプレゼントされていた。

### 放送時間の遍歴
- 2009年4月 - 2012年7月
  - 毎週土曜日 13:00 - 16:50
  - 土曜午後に放送されていた『フルーツサタデー』、前身である『ラヂオ快晴午後のマキ』、『大人のための週刊Radio』の枠を統合し、放送時間拡大・リニューアル
- 2012年8月 - 2014年3月
  - 毎週土曜日 14:00 - 16:25
  - 13時台に『ミュージック・サプリ』を放送するため、放送時間が1時間短縮。
- 2014年4月 - 2020年3月
  - 毎週土曜日 14:00 - 16:20

## 番組コーナー
- ラジパルス中継
- 交通情報
- GO!GO!てるマキ（14時台、基本的に第1・3週）

準レギュラーである秋田市の菓子店「栄太楼」の社長が出演し、工藤とトークを繰り広げる。スケジュールの都合で放送週が変更される場合があった。
- 山のはちみつ屋便り（15時台、第2・4週）
- 天気情報
- おいしい特派員情報（不定期）

当初は毎週放送、その後GO!GO!てるマキと入れ替わりの隔週で放送されていたが、リスナーから寄せられたメッセージの紹介時間確保のため不定期となった。
- ワクワク! 森山館（15時台、第1・3週）
- ゴゴマキ図書館（15:30頃、月3回放送）

童話や昔話などを工藤が朗読するコーナー。
リスナーからもオリジナルの物語を募集し、季節ごと（2月・5月・8月・11月）に発表会と称して朗読している。
13時開始時代には最新の音楽を紹介するコーナーも放送されていた。

## 番組にまつわるエピソード
- 2014年8月2日の放送は工藤が休みのため酒井茉耶が番組を担当し、「ラジオ快晴GO!GO!のマヤ」（ラジオかいせいゴー!ゴー!のマヤ、略して「ゴゴマヤ」）として放送を行った（新聞の番組表は通常どおり「ラジオ快晴GO!GO!のマキ」表記だった）。また、当日のGO!GO!てるマキのコーナーも「GO!GO!てるマヤ」として放送された。

## 秋田放送ラジオの土曜ワイド枠
秋田放送ラジオの土曜午後の時間は13:00 - 17:00であり、基本的には音楽番組が中心とされていた。

### 過去に放送された番組
- わいわいワイド サタデーリクエスト（1985年 - 1990年3月）
- 音楽情報局 土曜はキャベツクラブ（1990年4月 - 1998年3月）
- ラヂオ快晴午後のマキ（2005年4月2日 - 2009年4月4日）
- ミュージック・サプリ（2012年8月 - 2013年12月）
- 土曜パーソナル（2014年1月 - 3月）
- CLAP RADIO（2014年4月 - 2019年3月）

## 備考
1. ↑  番組終了のお知らせ- 2020年2月29日abs_radio (@ABSラジオ) - Twitter